# Olympische Jugend-Sommerspiele 2010/Teilnehmer (Indien)
| Gelbes Symbol für Goldmedaillen mit stilisierten Olympischen Ringen | Graues Symbol für Silbermedaillen mit stilisierten Olympischen Ringen | Braundes Symbol für Bronzemedaillen mit stilisierten Olympischen Ringen |
| ------------------------------------------------------------------- | --------------------------------------------------------------------- | ----------------------------------------------------------------------- |
| —                                                                   | 6                                                                     | 2                                                                       |

Die Jugend-Olympiamannschaft aus Indien für die I. Olympischen Jugend-Sommerspiele vom 14. bis 26. August 2010 in Singapur bestand aus 32 Athleten.

## Athleten nach Sportarten

### Badminton
Jungen
- Prannoy Kumar
Einzel: Silber
- B. Sai Praneeth
Einzel: Gruppenphase

### Basketball
Jungen
- 18. Platz
- Shyam Sunder
- Kirti Goswani
- Amit Kannarjee
- Sukhjeet

### Bogenschießen
| Mädchen - Seema Verma Einzel: Achtelfinale Mixed: Sechzehntelfinale (mit Sebastian Linster Ungarn) | Jungen - Atanu Das Einzel: Sechzehntelfinale Mixed: Sechzehntelfinale (mit Miranda Leek Vereinigte Staaten) |

### Boxen
Jungen
- Shiva Thapa
Bantamgewicht: Silber
- Vikas Krishan Yadav 
Leichtgewicht: Bronze

### Gewichtheben
Mädchen
- Santoshi Matsa
Klasse bis 48 kg: 5. Platz

### Judo
| Mädchen - Neha Thakur Klasse bis 44 kg: 7. Platz Mixed: Bronze (im Team Kairo) | Jungen - Subash Yadav Klasse bis 55 kg: 5. Platz Mixed: Achtelfinale (im Team Barcelona) |

### Leichtathletik
| Mädchen - Khushbir Kaur 5 km Gehen: 13. Platz | Jungen - Indrajeet Patel 3000 m: 11. Platz - Durgesh Kumar 400 m Hürden Silber - Kuldeep Kumar 10 km Gehen: DNF - Arjun Kumar Diskuswurf: Silber |

### Ringen
| Mädchen - Pooja Dhanda Freistil bis 60 kg: Silber | Jungen - Satywart Kadian Freistil bis 100 kg: Bronze |

### Rudern
| Mädchen - Nimmy Thomas - Mitali Sekhar Deo Zweier: 11. Platz | Jungen - Yasin Khan - Gurpreet Singh Zweier: 11. Platz |

### Schießen
| Mädchen - Neha Milind Sapte Luftgewehr 10 m: 5. Platz - Ruchi Singh Luftpistole 10 m: 6. Platz | Jungen - Navdeep Singh Rathore Luftgewehr 10 m: 8. Platz |

### Schwimmen
| Mädchen - Arhatha Magavi 100 m Freistil: 48. Platz (Vorrunde) 100 m Schmetterling: 30. Platz (Vorrunde) 200 m Schmetterling: 21. Platz (Vorrunde) | Jungen - Aaron D’Souza 100 m Freistil: 10. Platz (Halbfinale) 200 m Freistil: 15. Platz (Vorrunde) |

### Tennis
Jungen
- Yuki Bhambri
Einzel: Silber 
Doppel: Achtelfinale (mit Jeson Patrombon  Philippinen)

### Tischtennis
| Mädchen - Mallika Bhandarkar Einzel: 21. Platz Mixed: 17. Platz | Jungen - Avik Das Einzel: 29. Platz Mixed: 17. Platz |